# Иоанн (Терновецкий)
Епископ Иоанн (в миру Николай Васильевич Терновецкий, укр. Миколай Васильович Терновецький; 1 августа 1954, село Карапчов-Валы, Вижницкий район, Черновицкая область) — епископ Украинской православной церкви, епископ Изюмский и Купянский.

## Биография
Родился 1 августа 1954 года в селе Карапчов-Валы Вижницкого района Черновицкой области в семье крестьян. В 1971 году окончил среднюю школу. В 1973—1975 годах служил в советской армии.
3 февраля 1979 года архиепископом Харьковским и Богодуховским Никодимом (Руснаком) хиротонисан во диакона, на следующий день — в сан священника.
14 февраля 1979 года назначен настоятелем храма Рождества Пресвятой Богородицы села Губаревка Богодуховского района Харьковской области. 2 сентября 1980 года назначен настоятелем Петропавловского храма села Петропавловка Купянского района Харьковской области. 21 октября 1982 года назначен клириком Благовещенского кафедрального собора города Харькова.
В 1986 году окончил Московскую духовную семинарию.
17 августа 1988 года возведён в сан протоиерея.
В 1991 году окончил Московскую духовную академию.
12 мая 1992 года назначен на должность благочинного 7-го округа Харьковской епархии.
22 октября 1993 года назначен помощником инспектора и преподавателем Харьковского богословского училища при Харьковском епархиальном управлении.
2 июня 1994 года удостоен церковной награды — прав ношения митры.
23 июня 1995 года назначается настоятелем Пантелеймоновского храма города Харькова.
5 августа 1995 года назначен исполнять обязанности секретаря Харьковского епархиального управления.
26 января 1998 года освобожден от послушания секретаря Харьковского епархиального управления и назначен областным благочинным Харьковской епархии.
В 2017 году после тяжелой болезни умерла жена.
26 января 2019 года в Иоанно-Богословском храме Архиерейской резиденции на территории Покровского мужского монастыря города Харькова пострижен в монашество с наречением имени в честь святого апостола и евангелиста Иоанна Богослова и в тот же день возведён в сан архимандрита.
23 ноября 2022 года решением Священного Синода Украинской Православной Церкви был избран управляющим Изюмской епархией.
26 ноября того же года в Свято-Троицком храме Пантелеимоновского монастыря в Феофании был наречён во епископа.
27 ноября в храме в честь преподобных Антония и Феодосия Печерских Киево-Печерской Лавры хиротонисан во епископа Изюмского и Купянского. Хиротонию совершили: митрополит Киевский и всея Украины Онуфрий (Березовский), митрополит Вышгородский и Чернобыльский Павел (Лебедь), митрополит Бориспольский и Броварской Антоний (Паканич), митрополит Харьковский и Богодуховский Онуфрий (Легкий), архиепископ Бучанский Пантелеимон (Бащук), архиепископ Яготинский Серафим (Демьянов), архиепископ Белогородский Сильвестр (Стойчев), епископы Ирпенский Лавр (Березовский) и епископы Бородянский Марк (Андрюк).